# طيور سونغلنغ
طيور سونغلنغ (الاسم العلمي:†Songlingornithidae) هي فصيلة منقرضة من الزواحف ذات الأشكال المبكرة من الطيور من أوائل العصر الطباشيري في الصين. جميع العينات المعروفة تأتي من تكوين جيوفوتانغ، التي يرجع تاريخها إلى أوائل مرحلة الأبتي، منذ 120 مليون سنة.
تم تسمية فصيلة طيور سونغلنغ لأول مرة من قبل هو (Hou) في عام 1997 لتحتوي على الجنس النمطي طائر سونغلنغ.

## التصنيف
- طائر سونغلنغ